# ルキウス・ポストゥミウス・アルビヌス (紀元前234年の執政官)
ルキウス・ポストゥミウス・アルビヌス（ラテン語: Lucius Postumius Albinus、- 紀元前215年）は紀元前3世紀中期から後期の共和政ローマの政治家・軍人。紀元前234年と紀元前229年に執政官（コンスル）を務めた。紀元前215年の執政官にも選出されていたが、当時は第二次ポエニ戦争中であり、就任前にカルタゴと同盟したガリアとの戦いで戦死した。

## 出自
アルビヌスはパトリキ（貴族）であるポストゥミウス氏族の出身である。ポストゥミウス氏族はローマで最も有力な氏族の一つで、共和政ローマ建国5年目の紀元前505年にはプブリウス・ポストゥミウス・トゥベルトゥスが氏族最初の執政官に就任しており、その後も多くの執政官を出してきた。カピトリヌスのファスティによると、アルビヌスの父も祖父もプラエノーメン（第一名、個人名）はアウルスである。研究者達は、父アウルスは紀元前242年の執政官アウルス・ポストゥミウス・アルビヌスであると考えている。
アルビヌスにはおそらく二人の息子があったと思われる。一人は紀元前194年のクァエストル（財務官）ルキウス・ポストゥミウス・ティンパヌス、もう一人は紀元前186年の執政官スプリウス・ポストゥミウス・アルビヌスである。

## 経歴
アルビヌスが最初に歴史に登場するのは、紀元前234年の執政官就任時である。父アルビヌスはこの年に監察官（ケンソル）に就任している。同僚のプレブス（平民）執政官はスプリウス・カルウィリウス・マクシムス・ルガであった。ルガはコルシカに出征し、アルビヌスはリグリアとの戦いを担当することとなった。アルビヌスはリグリアとの戦いを成功裏に進めたが、最終的な勝利を得ることは出来なかった。このため、ルガとは異なり、アルビヌスは凱旋式を実施することはできなかった。これから数年後にアルビヌスはインペリウム（軍事指揮権）保持のために法務官（プラエトル）に就任したと思われる。アルビヌスは紀元前216年にガリアとの戦いのために法務官に就任したことは知られているが、ティトゥス・リウィウスはアルビヌスにとって「この官職は初めてではない」と述べている。歴史学者は、最初の法務官就任を紀元前233年または紀元前228年としている。
紀元前229年には二度目の執政官に就任、同僚執政官はグナエウス・フルウィウス・ケントゥマルスであった。このとき、ローマは海賊行為を行っていたイリュリアの女王テウタとの戦争の準備を行っていた。アルビヌスは歩兵20,000、騎兵2,000から構成される陸軍を率いることとなり、ケントゥマルスは、海軍を率いて陸軍をブルンディシウム（現在のブリンディジ）からアポロニアに輸送した。ここで戦闘は発生せずアポロニアとエピダヌムス（現在のドゥラス）はローマの保護を求めた。続いて両執政官は内陸部に侵攻し、イリュリアに包囲されていたイスッス（現在のレジャ）を解放した他、多くの都市を占領し、ファロスのデメトリウスをイリュリアの新たな王とした。
ポリュビオスによれば、執政官任期が切れる年末、ケントゥマルスはイタリアに戻ったが、アルビヌスはイリュリアで冬営した。春になってテウタは講和を求めてきた。この条約によって、彼女の船はリッサから南へ出ることが禁止され、貢納金を支払い、ローマが支配するようになった都市に対する権利を放棄した。この後、アルビヌスはローマに戻り、凱旋式を実施した。しかし、凱旋式のファスティは、紀元前228年6月21日に実施されたケントゥマルスの凱旋式を記録するのみである。ポリュビオスが両執政官を混同したか、あるいはアルビヌスは一旦その権利を得たが、ローマでの政治闘争に巻き込まれて凱旋式が実施されなかったのかもしれない。彼に対する反対勢力は、勝利があまりに高くつきすぎたことを理由に凱旋式を拒否することができたと思われる。
紀元前218年にハンニバルがイタリアに侵攻したことにより、アルビヌスの新たな経歴が開始された。トラシメヌス湖畔の戦いでのローマ軍の大敗後の紀元前216年、アルビヌスは法務官として軍を率いることとなり、ガリア戦線を担当することとなった。ポリュビオスによれば、アルビヌスに与えられた任務は「ハンニバル軍に加わったガリア人を、彼らの故郷に戻すこと」であった。その年、アルビヌスはローマに戻らなかったが、翌紀元前215年の執政官に選出され、引き続き軍を率いることとなった。
しかしアルビヌスは執政官に就任することはできなかった。25,000の兵を率い、アルビヌスはアリミヌム（現在のリミニ）からポー川を渡ってガリア人の土地に侵攻した。しかしリタナ・シルウァの森で待ち伏せ攻撃を受けた。ガリア兵は道路の両側の木を切り倒しておき、行軍しているローマ軍に対して最適のタイミングで木を落とした。リウィウスによると、生存者は10人以下であったという。残りは木に押しつぶされるか、ガリア兵の武器に倒れた。アルビヌスは「捕虜となることを避けるためだけに、最後の戦闘を行った」が、結局は戦死した。彼の頭蓋骨には金が塗られ、ガリアの祭祀のための杯とされた。
リウィウスは、この戦闘が発生したのはカンナエの戦い（紀元前216年8月2日）の直後であるとしている。実際にはそれより遅く、秋のことであったと思われる。

## 参考資料

### 古代の資料
- カピトリヌスのファスティ
- リウィウス『ローマ建国史』
- ポリュビオス『歴史』

### 研究書
- Rodionov E. "Punic Wars" - St. Petersburg. : SPbGU, 2005. - 626 p. - ISBN 5-288-03650-0 .
- Broughton R. "Magistrates of the Roman Republic" - New York, 1951. - Vol. I. - P. 600.
- Münzer F. "Postumius" // Paulys Realencyclopädie der classischen Altertumswissenschaft . - 1953. - Bd. XXII, 1. - Kol. 891-893.
- Münzer F. "Postumius 40" // Paulys Realencyclopädie der classischen Altertumswissenschaft . - 1953. - Bd. XXII, 1. - Kol. 912-914.